# Sergio Basáñez
Sergio Basáñez (Poza Rica, Veracruz, Mexikó, 1970. május 4. –) mexikói színész.

## Élete
Sergio Basáñez 1970. május 4-én született Poza Ricában. Testvérei Carlos és María de los Ángeles.
Színészi karrierjét 1990-ben a Televisánál kezdte az Amor de nadie című telenovellában.
1999-ben megkapta Juan szerepét A viperában. Ezután elhagyta a Televisát és a TV Aztecához szerződött, ahol Silvia Navarro partnereként játszott a Catalina y Sebastiánban. Silvia Navarro volt a partnere a La calle de las novias, az Amikor az enyém leszel és a La Heredera című telenovellában is. Mindketten szerepeltek a 2007-es Guadalajarai Filmfesztiválon bemutatott Mujer alabastrina című filmben is.

## Filmográfia

### Telenovellák
| Év        | Eredeti Cím                 | Cím                    | Szerep                 |
| --------- | --------------------------- | ---------------------- | ---------------------- |
| 1990      | Amor de nadie               |                        | Mario                  |
| 1993      | Sueño de amor               |                        | Mauricio Montenegro    |
| 1995      | Morelia                     |                        | Luis Campos Miranda    |
| 1996      | Marisol                     |                        | Mario Suárez           |
| 1997      | María Isabel                | María                  | Gabriel                |
| 1998      | La usurpadora               | Paula és Paulina       | Larry                  |
| 1998      | La mentira                  | A vipera               | Juan Fernández-Negrete |
| 1999      | Catalina y Sebastián        |                        | Sebastián Mendoza      |
| 2000      | La calle de las novias      |                        | Enrique                |
| 2001-2002 | Cuando seas mía             | Amikor az enyém leszel | Diego Sánchez Serrano  |
| 2003      | Un nuevo amor               |                        | Santiago Mendoza       |
| 2003      | Mirada de mujer: El regreso | Női pillantás          | Leonardo               |
| 2004      | La heredera                 |                        | Antonio Bautista       |
| 2005      | Amor en custodia            |                        | Juan Manuel Aguirre    |
| 2008      | Secretos de alma            |                        | Leonardo               |
| 2011-2012 | A corazón abierto           |                        | Andrés Guerra          |
| 2012      | Los Rey                     |                        | Ronco                  |
| 2013      | Secretos de familia         |                        | Maximiliano Miranda    |

### Tévésorozatok
| Év   | Eredeti Cím                  | Cím          | Szerep |
| ---- | ---------------------------- | ------------ | ------ |
| 1994 | Mujer, casos de la vida real |              |        |
| 2001 | Vivir así (Mamá dos veces)   | Így élünk mi | Adrián |

### Film
| Év   | Eredeti Cím       | Cím | Szerep |
| ---- | ----------------- | --- | ------ |
| 2006 | Mujer alabastrina |     |        |